# Glyphicnemis vagabunda
Glyphicnemis vagabunda là một loài tò vò trong họ Ichneumonidae.